# Georg Zuschlag
Georg Heinrich Zuschlag (* 25. Januar 1814 in Dagobertshausen; † 18. Januar 1877 in Kassel) war Präsident des kurhessischen Kommunallandtages  und Abgeordneter der kurhessischen Ständeversammlung.

## Leben
Georg Zuschlag wurde als Sohn des Pfarrers Conrad Daniel Zuschlag und dessen Gemahlin Maria Elisabeth Scholten geboren. Nach seiner Schulausbildung und anschließendem Studium ging er in die Finanzverwaltung und wurde Oberfinanzrat. 1862 stand er für die liberale Gothaische Partei auf der Kandidatenliste für das Amt eines Ministers und wurde Mitglied der kurhessischen Ständeversammlung. Er blieb bis 1866 in dem Parlament und war mit großem Einsatz bemüht, die Eigenständigkeit Kurhessens zu erreichen. 
Alle  Mühen blieben erfolglos, denn Preußen annektierte Kurhessen und schlug es dem Regierungsbezirk Kassel zu. Hintergrund war, dass Kurhessen im Deutschen Krieg an der Seite Österreichs gekämpft hatte. So besetzten die Preußen das Gebiet Kurhessens, annektierten es und bildeten die Provinz Hessen-Nassau mit dem Regierungsbezirk Kassel. In den Jahren 1866 bis 1877 war Zuschlag als Abgeordneter der Stadt Kassel Mitglied des kurhessischen Kommunallandtages, dessen Präsident er war.